# Корли, Демаркус
Демаркус Корли (англ. DeMarcus Corley; 3 июня 1974, Вашингтон, Округ Колумбия, США) — американский боксёр-профессионал, выступающий в 1-й полусредней весовой категории. Чемпион мира в 1-й полусредней (версия WBO, 2001—2003) весовой категории.

## 1996—2003
Дебютировал в мае 1996 года.
В июне 2001 года Корли в бою за вакантный титул чемпиона мира в 1-м полусреднем весе по версии WBO в 1-м раунде нокаутировал Феликса Флореса.
В январе 2002 года Корли по очкам победил Энера Хулио.
В январе 2003 года он победил по очкам Рэндалла Бейли.
В июле 2003 года Корли раздельным решением судей проиграл Забу Джуде.

## 2003-11-01Флойд Мейвезер —Демаркус Корли
- Место проведения:  Боардуолк Холл, Атлантик-Сити, Нью-Джерси, США
- Результат: Победа Мейвезера единогласным решением в 12-раундовом бою
- Статус: Отборочный бой за титул WBC в 1 полусреднем весе
- Рефери: Бенхи Эстевес младший
- Счет судей: Мельвиниа Латан (119—107), Гейл Ван Хой (118—108), Уильям Будху (119—108) — все в пользу Мейвезера
- Вес: Мейвезер 63,50 кг; Корли 63,50 кг
- Трансляция: HBO
- Счёт неофициального судьи: Харольд Ледерман (120—106 Мейвезер)

В мае 2004 года Корли встретился с Флойдом Мейвезером. В 8-м раунде Мейвезер устроил затяжную атаку и Корли, чтобы уйти от неё, опустился на колено. Рефери отсчитал нокдаун. В начале 10-го раунда Мейвезер провел успешную атаку по голове со обеих рук. Корли упал на колени. Рефери отсчитал 2-й нокдаун. Мейвезер уверенно доминировал в бою и победил с разгромным счетом.

## 2005-02-26Мигель Анхель Котто —Демаркус Корли
- Место проведения:  Колисео Рубен Родригес, Баймон, Пуэрто-Рико
- Результат: Победа Котто техническим нокаутом в 5-м раунде в 12-раундовом бою
- Статус: Чемпионский бой за титул WBO в 1-м полусреднем весе (2-я защита Котто)
- Рефери: Исмаэль Куинонес Фалу
- Счет судей: Сезар Рамос (38-35), Майкл Перник (38-35), Стюарт Уинстон (38-34) — все в пользу Котто
- Время: 2:45
- Вес: Котто 63,50 кг; Корли 62,10 кг
- Трансляция: HBO BAD
- Счёт неофициального судьи: Харольд Ледерман (37-35 Котто)

В феврале 2005 года в Пуэрто-Рико Демаркус Корли встретился с местным боксёром Мигелем Анхелем Котто. В начале 1-го раунда Котто провёл правый хук в грудь и затем левый в голову. Корли опустился на колено, но сразу же поднялся. Рефери отсчитал нокдаун. В конце 5-го раунде Котто провел левый хук в корпус и Корли опустился на колено. Рефери отсчитал нокдаун. Корли с ним не согласился. Сразу же после возобновления поединка Котто пошёл на противника. Уходя от ударов, Корли вновь опустился на колено. Рефери прекратил поединок, не открывая счёта. Корли вновь не согласился с решением рефери. Остановка была спорной. Комментатор HBO Ларри Мерчант назвал остановку боя позорной (англ. stoppage disgrace).

## 2005—2008
В сентябре 2006 года в Великобритании Корли проиграл по очкам в бою за вакантный титул чемпиона мира по версии WBC британцу Джуниору Уиттеру.
После этого поражения Корли проиграл ещё 2 раза подряд.

## 2008-01-19Девон Александер —Демаркус Корли
- Место проведения:  Мэдисон Сквер Гарден, Нью-Йорк Сити, Нью-Йорк, США
- Результат: Победа Александера единогласным решением в 12-раундовом бою.
- Статус: Рейтинговый бой
- Рефери: Гэри Росато
- Счет судей: Стив Вейсфелд (118—109), Дон Трелла (118—109), Джон Маккей (116—111) — все в пользу Александера
- Вес: Александер 62,60 кг; Корли 62,70 кг
- Трансляция: HBO PPV
- Счёт неофициального судьи: Харольд Ледерман (119—108 Александер)

В январе 2008 года состоялся бой между Демаркусом Корли и непобеждённым Девоном Александером. Александер доминировал весь бой, превзойдя противника в скорости и точности ударов. В середине 12-го раунда Александер провёл левый апперкот в пах. Рефери снял за это с него очко. Единогласным решением судей победителем был объявлен Девон Александер. Поединок проходил в рамках шоу, организованного телеканалом HBO, главным событием которого был бой Рой Джонс — Феликс Тринидад.
10 июня 2011 года проиграл бой молодому пуэрто-риканскому боксёру Томасу Дюлорме.